# Becherlingsartige
Die Becherlingsartigen (Pezizales) sind eine Ordnung der Schlauchpilze (Ascomycota) und umfassen viele der als Speisepilz genutzten Schlauchpilze, so auch die Trüffel. Sie bilden alleine die Klasse der Pezizomycetes.

## Merkmale
Die Fruchtkörper sind Apothecien oder Kleistothecien, die üblicherweise mit freiem Auge erkennbar sind. Sie sind von fleischiger oder ledriger Konsistenz. Viele Arten sind durch Carotinoide leuchtend oder auch dunkel gefärbt. Paraphysen werden gebildet. Die Asci sind meist länglich und zylindrisch, bei kleistothezischen Arten auch rundlich. Die Asci sind dünnwandig, besitzen keine auffällige Apikalverdickung oder Apikalapparat. An der Spitze des Ascus befindet sich außer bei kleistothezischen Arten ein Operculum oder ein vertikaler Schlitz.  Durch diese Strukturen werden die Ascosporen gewaltsam ausgeschleudert. Die Ascosporen sind meist ellipsoidisch oder kugelig, hyalin bis dunkel pigmentiert, glatt oder mit Oberflächenstrukturen versehen.
Anamorphe sind hyphomycetisch, sofern bekannt.

## Lebensweise
Die Arten sind Saprobionten auf Boden, totem Holz oder auf Dung. Einige Arten, wie die Trüffel, leben auch hypogäisch (unterirdisch) und bilden Mykorrhiza.

## Systematik
Die Becherlingsartigen sind die Schwestergruppe der übrigen Echten Schlauchpilze. Sie bilden eine natürliche Verwandtschaftsgruppe, sind also ein monophyletisches Taxon. Dasselbe gilt ziemlich sicher auch für die einzelnen Familien.
Zur Ordnung werden folgende Familien gezählt (mit ausgewählten Gattungen und Arten):
- Ascobolaceae mit 5 Gattungen
  - Ascobolus mit über 100 Arten
  - Cleistoiodophanus mit nur einer Art
  - Cubonia
  - Saccobolus
  - Thecotheus
- Ascodesmidaceae mit 10 Gattungen
- Caloscyphaceae mit der einzigen Gattung
  - Caloscypha
- Chorioactidaceae mit 6 Gattungen[3][4]
- Coprotaceae mit der einzigen Gattung
  - Coprotus 25 Arten, früher zu den Thelebolaceae gestellt
- Discinaceae mit 8 Gattungen
  - Discina
  - Gymnohydnotrya
  - Giftlorcheln (Gyromitra)
    - Frühjahrs-Giftlorchel (Gyromitra esculenta)

  - Hydnotrya
  - Pseudorhizina
- Geomoriaceae mit der einzigen Gattung
  - Geomorium 8 Arten
- Glaziellaceae mit einziger Gattung
  - Glaziella 8 Arten
- Helvellaceae mit 6 Gattungen
  - Helvella
    - Herbstlorchel (Helvella crispa)
- Kallistoskyphaceae mit einziger Gattung
  - Kallistoskypha
- Karstenellaceae mit einziger Gattung
  - Karstenella
- Morchellaceae mit 7 Gattungen
  - Disciotis
    - Morchelbecherling (Disciotis venosa)

  - Morcheln (Morchella)
  - Verpeln (Verpa)
- Otideaceae mit 9 Gattungen
  - Öhrlinge (Otidea)
- Pezizaceae mit 56 Gattungen
  - Carbomyces bis 2017 eine eigene Familie (Carbomycetaceae)
  - Peziza
- Pseudombrophilaceae mit 3 Gattungen
  - Heydenia
  - Pseudombrophila mit etwa 40 Arten
- Pulvinulaceae mit 3 Gattungen
  - Pulvinula mit 25 Arten
- Feuerkissenverwandte (Pyronemataceae) mit 62 Gattungen
- Pyropyxidaceae mit 4 Gattungen
- Wurzellorchelverwandte (Rhizinaceae) mit 3 Gattungen
  - Phymatotrichopsis
  - Psilopezia
  - Rhizina
    - Wurzellorchel (Rhizina undulata)
- Sarcoscyphaceae mit 10 Gattungen
  - Sarcoscypha
    - Zinnoberroter Kelchbecherling (Sarcoscypha coccinea)
    - Kugeliger Gallertbecherling oder Gallertkugel (Sarcosoma globosum)
- Gallertkugelverwandte (Sarcosomataceae) mit 9 Gattungen
- Strobiloscyphaceae mit der einzigen Gattung
  - Strobiloscypha
- Tarzettaceae mit 5 Gattungen
  - Kohlenbecherlinge (Geopyxis) mit 30 Arten
  - Napfbecherlinge (Tarzetta) mit etwa 20 Arten
- Tuberaceae mit 7 Gattungen
  - Echte Trüffeln (Tuber)
- Wynneaceae mit zwei Gattungen
- Pezizales incertae sedis (keiner Familie zugeordnet)
  - Aparaphysaria
  - Ascocalathium
  - Boudierella
  - Cidaris
  - Dennisiopsis
  - Filicupula
  - Microeurotium
  - Mycoarctium
  - Mycogalopsis
  - Orcadia
  - Sphaerosoma